# Oludamola Osayomi
Oludamola Osayomi (* 26. červen 1986) je nigerijská běžkyně, specializující se především na běhy na krátkou vzdálenost.

## Kariéra
První velký mezinárodní závod absolvovala na olympiádě v Aténách v roce 2004, kde s týmem Nigérie skončila sedmá ve štafetovém závodě na 100 metrů.
Stejnou pozici obsadila i o rok později na světovém atletickém šampionátu ve stejném závodě, tedy ve štafetě na 4 x 100 metrů.
Na Mistrovství světa v atletice 2007 v Ósace běžela sólový závod na 100 metrů a dokončila jej na celkovém osmém místě. Ve stejném roce se účastnila také Africký her, kde získala dvě zlaté medaile v sólových bězích na 100 a 200 metrů a stříbrnou medaili ve štafetovém běhu na 100 metrů.
V roce 2008 běžela závod na 60 metrů na halovém MS ve Valencii a skončila šestá. Na Afrických hrách si znovu doběhla pro zlatou medaili v sólovém závodě na 100 metrů, pro bronz na 200 metrů a pro zlatou medaili ve štafetovém závodě na 100 metrů.
Je součástí týmu Nigérie, který na olympiádě v Pekingu vybojoval ve štafetovém běhu na 100 metrů bronzovou medaili. Dalšími členkami týmu byly Gloria Kemasuode, Agnes Osazuwa, Ene Franca Idoko a Halimat Ismaila, která ve finále nahradila Osazuwaovou.
V roce 2010 vybojovala na Hrách Commonwealthu v Dillí zlatou medaili v běhu na 100 metrů. Následně však byla pozitivně testována na zakázaný stimulant methylhexanamin.

## Osobní rekordy
- 60 metrů – 7,19
- 100 metrů – 11,10
- 200 metrů – 22,83